# Santiváñez

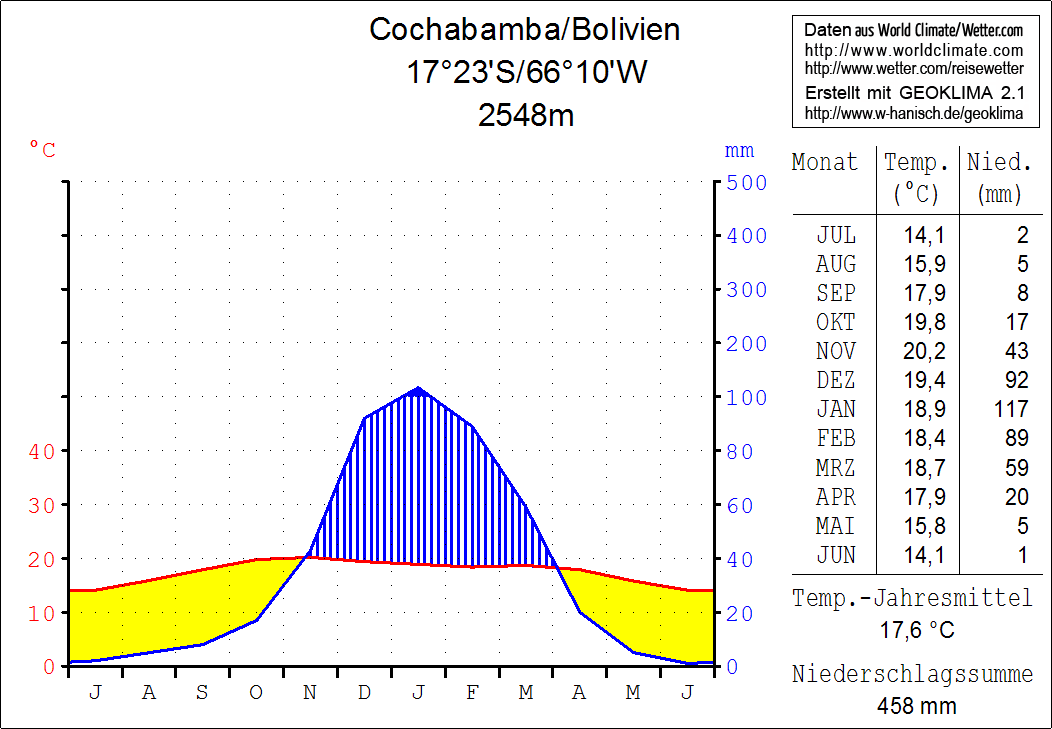
diagramme températures/précipitations annuel

Santiváñez est une localité du département de Cochabamba en Bolivie, située dans la Province de Capinota et la municipalité de Santiváñez. Sa population était estimée à 1 400 habitants en 2010.

## Localisation
Santiváñez est située sur un des grands plateaux fertiles de 490 km2carrés de la Valle Alto, à une altitude de 2 554 m et 17 km à l'ouest du lac de La Angostura, le plus grand lac en Bolivie.

## Géographie
Santiváñez est dans la zone de transition entre le versant bolivien de la cordillère des Andes, la Cordillère Centrale, et les plaines boliviennes. La température moyenne de la région est d'environ 18 °C et ne varie que légèrement entre 14 °C en juin / juillet et 20 °C en octobre / novembre. Les précipitations annuelles est seulement d'environ 450 mm, avec une saison sèche marquée de mai à septembre, des précipitations mensuelles inférieures à 10 mm et une humidité relative de décembre à février avec des précipitations de 90 mm à 120 mois.

## Population
La population a évolué entre 1992 et 2010 comme suit :
- 1992 : 928 habitants (recensement)[2]
- 2001 : 1 046 habitants (recensement)[3]
- 2010 : 1 400 habitants (estimation)[1]